# Cynoscion
Cynoscion vormt een geslacht van baarsachtige vissen uit de familie van de ombervissen (Sciaenidae). 

## Soorten
Volgens Fishbase worden de volgende soorten in dit geslacht ingedeeld:
- Cynoscion acoupa (Lacepède, 1801)
- Cynoscion albus (Günther, 1864)
- Cynoscion analis (Jenyns, 1842)
- Cynoscion arenarius Ginsburg, 1930
- Cynoscion bairdi (Steindachner, 1879)
- Cynoscion guatucupa (Cuvier, 1830)
- Cynoscion jamaicensis (Vaillant & Bocourt, 1883)
- Cynoscion leiarchus (Cuvier, 1830)
- Cynoscion macdonaldi Gilbert, 1890
- Cynoscion maracaiboensis Schultz, 1949
- Cynoscion microlepidotus (Cuvier, 1830)
- Cynoscion nannus Castro-Aguirre & Arvizu-Martinez, 1976
- Cynoscion nebulosus (Cuvier, 1830) – Gevlekte ombervis
- Cynoscion nobilis (Ayres, 1860)
- Cynoscion nortoni Béarez, 2001
- Cynoscion nothus (Holbrook, 1848)
- Cynoscion orthonopterus Jordan & Gilbert, 1882
- Cynoscion othonopterum Jordan & Gilbert, 1882
- Cynoscion othonopterus Jordan & Gilbert, 1882
- Cynoscion parvipinnis Ayres, 1861
- Cynoscion phoxocephalum Jordan & Gilbert, 1882
- Cynoscion phoxocephalus Jordan & Gilbert, 1882
- Cynoscion praedatorius (Jordan & Gilbert, 1889)
- Cynoscion regalis (Bloch & Schneider, 1801) – Witte ombervis
- Cynoscion reticulatus (Günther, 1864)
- Cynoscion similis Randall & Cervigón, 1968 – Tonkin-ombervis
- Cynoscion squamipinnis (Günther, 1867)
- Cynoscion steindachneri (Jordan, 1889)
- Cynoscion stolzmanni (Steindachner, 1879)
- Cynoscion striatus (Cuvier, 1829) – Gestreepte ombervis
- Cynoscion virescens (Cuvier, 1830) – Adelaarsvis
- Cynoscion xanthulum Jordan & Gilbert, 1882
- Cynoscion xanthulus Jordan & Gilbert, 1882